# The Prebendal School
 (janvier 2024).
La mise en forme du texte ne suit pas les recommandations de Wikipédia : il faut le « wikifier ».
Les points d'amélioration suivants sont les cas les plus fréquents. Le détail des points à revoir est peut-être précisé sur la page de discussion.
- Les titres sont pré-formatés par le logiciel. Ils ne sont ni en capitales, ni en gras.
- Le texte ne doit pas être écrit en capitales (les noms de famille non plus), ni en gras, ni en italique, ni en « petit »…
- Le gras n'est utilisé que pour surligner le titre de l'article dans l'introduction, une seule fois.
- L'italique est rarement utilisé : mots en langue étrangère, titres d'œuvres, noms de bateaux, etc.
- Les citations ne sont pas en italique mais en corps de texte normal. Elles sont entourées par des guillemets français : « et ».
- Les listes à puces sont à éviter, des paragraphes rédigés étant largement préférés. Les tableaux sont à réserver à la présentation de données structurées (résultats, etc.).
- Les appels de note de bas de page (petits chiffres en exposant, introduits par l'outil «  Source ») sont à placer entre la fin de phrase et le point final[comme ça].
- Les liens internes (vers d'autres articles de Wikipédia) sont à choisir avec parcimonie. Créez des liens vers des articles approfondissant le sujet. Les termes génériques sans rapport avec le sujet sont à éviter, ainsi que les répétitions de liens vers un même terme.
- Les liens externes sont à placer uniquement dans une section « Liens externes », à la fin de l'article. Ces liens sont à choisir avec parcimonie suivant les règles définies. Si un lien sert de source à l'article, son insertion dans le texte est à faire par les notes de bas de page.
- La présentation des références doit suivre les conventions bibliographiques. Il est recommandé d'utiliser les modèles {{Ouvrage}}, {{Chapitre}}, {{Article}}, {{Lien web}} et/ou {{Bibliographie}}. Le mode d'édition visuel peut mettre en forme automatiquement les références.
- Insérer une infobox (cadre d'informations à droite) n'est pas obligatoire pour parachever la mise en page.

Pour une aide détaillée, merci de consulter Aide:Wikification.
Si vous pensez que ces points ont été résolus, vous pouvez retirer ce bandeau et améliorer la mise en forme d'un autre article.
The Prebendal School est une école préparatoire privée situé à Chichester, située à côté de l'enceinte de la cathédrale de Chichester. Il s'agit d'un internat et d'un externat formant les choristes de la cathédrale . L'école a des origines anciennes en tant qu'école de chant de la cathédrale médiévale de l'école du XIIIe siècle de West Street.
En 2020, The Telegraph a désigné The Prebendal School comme l'une des écoles indépendantes les plus avantageuses du pays. En janvier 2023, l'école a annoncé que sa récente inspection ISI en novembre avait conclu que l'école était excellente dans tous les domaines.

## Histoire
The Prebendal School est la plus ancienne école du Sussex et remonte probablement à la fondation de la cathédrale de Chichester au XIe siècle, lorsqu'elle était une «école de chant», enseignant et abritant les choristes. Il a ensuite été étendu à l'admission d'autres garçons de la ville et des zones voisines. En 1497, elle a été refondée en tant que lycée par l'évêque de Chichester, Edward Story, qui l'a également rattachée à la prébende de Highleigh dans la cathédrale de Chichester, d'où le nom de l'école.
L'école du XIIIe siècle avec sa tour étroite se dresse toujours dans West Street. Le long dortoir, au dernier étage, contient des lambris vieux de 300 ans, ornés de graffitis historiques. Deux maisons contiguës du XVIIIe siècle ont été ajoutées, tandis que l'ajout en 1966 de l'aile est de l'évêché, qui jouxte les bâtiments principaux de l'école, offre un espace supplémentaire considérable. D'autres rénovations ont fourni une salle de réunion, de nouvelles salles de classe et une salle d'art. Il y a un laboratoire scientifique moderne et une salle informatique. En 2012, l'école s'est agrandie dans des propriétés d'époque adjacentes sur West Street.
Les filles ont été introduites à l'école en 1972. L'école est maintenant une école préparatoire mixte, de jour et internat pour les enfants de 3 à 13 ans.
En raison de sa situation financière, exacerbée par la pandémie de coronavirus, l'école a confirmé en avril 2021 qu'elle cherchait un soutien financier externe. En juillet 2021, il a confirmé qu'il avait été acquis par le groupe Alpha Schools,.
En décembre 2021, il a été annoncé que les filles bénéficieraient de la même opportunité d'être choristes à la cathédrale tout en étant scolarisées à l'école.

## Structure
L'école se compose de la Pre-Prep (de la maternelle à la 2e année) et de la Prep (années 3 à 8). Chaque élève est membre d'une maison d'école, qui porte le nom d'anciens évêques de Chichester. Il y a aussi une pension pouvant accueillir jusqu'à 46 pensionnaires. L'école reste ouverte aux choristes dans les semaines précédant Noël, Pâques et le festival des cathédrales du Sud. La Garderie Pélicans est ouverte pendant les vacances scolaires normales.

## Académie
Les élèves reçoivent l'examen d'entrée commun ou de bourse académique commune dans les écoles indépendantes supérieures, proposé par le Conseil des examens des écoles indépendantes . Les examens scolaires ont lieu une fois par an pendant le trimestre d'été. Cependant, l'enseignement est étayé par les compétences de base du pré-baccalauréat (PSB) de réflexion et d'apprentissage, de révision et d'amélioration, de communication, de collaboration et de leadership. Le PSB est conçu pour encourager des partenariats solides entre les parents et les écoles qui favorisent une compréhension de la façon dont chaque enfant apprend.
En 2018, des iPads 1: 1 ont été introduits pour les élèves plus âgés et la technologie a été intégrée dans le programme quotidien permettant aux élèves de développer des compétences qui leur permettraient d'intégrer une technologie utile dans la vie scolaire en préparation au lycée. Cela a facilité un transfert en douceur vers l'apprentissage à distance en 2020 lorsque les écoles ont dû fermer en raison de la pandémie de COVID-19.
En 2019, 71 % des sortants de 8e année ont obtenu une bourse dans leur lycée. En 2020, ce chiffre était passé à 82 %. Les bourses acquises ces dernières années ont inclus des écoles telles que Eton, Harrow, Charterhouse, Lancing, Portsmouth Grammar School et Benenden.

## Musique
En tant qu'école de chorale formant les choristes de la cathédrale, l'école dispose d'un département de musique extrêmement solide,. Des concerts ont lieu tout au long de l'année universitaire. de nombreux concerts sont informels, mais un certain nombre sont donnés dans la cathédrale de Chichester. Des concours de musique sont également organisés à l'école : les concours inter-maisons de musique et de chant house en sont des exemples notables. Depuis 2006, l'école applique une politique de "Musique pour tous", dans laquelle chaque élève reçoit une formation instrumentale pendant son temps, avec une grande variété d'instruments proposés. Il existe de nombreux groupes, dont deux chœurs, un orchestre complet, un orchestre d'harmonie, des ensembles d'instruments à cordes, à vent, en cuivre et à percussion, un trio baroque et de nombreux autres groupes de chambre.

## Sport
L'école bénéficie de huit acres de terrains de jeux qui longent les murs historiques de la ville. Un bon usage est fait des autres installations locales, y compris celles du Chichester College et du Westgate Leisure Centre adjacents.

## Enseignement en plein air
The Prebendal School est une école de plage[pas clair], proposant des sessions d'apprentissage en plein air tous les quinze jours à West Wittering et Bracklesham Bay pour la pré-préparation. L'école dispose d'une salle de classe extérieure bien équipée sur place qui est utilisée tout au long du programme. Les sessions de l'école de la forêt ont lieu soit sur le campus de l'école, soit dans les jardins du palais épiscopal.

## Directeurs
La liste suivante comprend les directeurs de l'école avant sa refondation en 1497 :

## Anciens prébendaliens
Les anciens sont connus sous le nom de vieux prébendaliens. Les anciens prébendaliens notables comprennent:
- William Juxon (1582-1663), archevêque de Cantorbéry (1660-1663)
- John Selden (1584-1654), juriste, philosophe et parlementaire
- William Cawley (1602-1667), homme politique et régicide de Charles Ier
- William Collins (1721-1759), poète
- James Hurdis (1763–1801), pasteur et professeur de poésie à l'université d'Oxford (1793–1801)
- Charles Gordon-Lennox, 5e duc de Richmond (1791–1860), député de Chichester (1812–1819) et ministre des Postes (1830–1834)
- Horatio Nelson, 3e comte Nelson (1823-1913), homme politique
- Edward B. Titchener (1867-1927), psychologue qui a développé la théorie du structuralisme
- MacDonald Gill (1884-1947), graphiste, cartographe, artiste et architecte
- Rupert Holliday-Evans (1964–), acteur
- Isaac Waddington (1999–), chanteur, pianiste et finaliste de la neuvième série de Britain's Got Talent